# Nova Ploščica
Nova Ploščica is een plaats in de gemeente Velika Trnovitica in de Kroatische provincie Bjelovar-Bilogora. De plaats telt 424 inwoners (2001).